# Fabbrica di aerei Sokol
Fabbrica di aerei Sokol (in russo Авиастроительный завод «Сокол»?, Aviastroitel'nyj zavod "Sokol") è un'azienda costruttrice di aeroplani militari, principalmente aerei da caccia MiG.
La sede principale dell'azienda è a Nižnij Novgorod, capoluogo dell'omonima oblast' e del Circondario federale del Volga. 
Lo stabilimento produttivo principale, con l'adiacente Aeroporto di Nižnij Novgorod-Strigino V. P. Čkalov (conosciuto anche come Aeroporto Sormovo), si trova nella periferia occidentale nel distretto Moskovskij, uno degli otto distretti della città.
Dal 2006, l'azienda Sokol offre visite turistiche a pagamento per i velivoli MiG-29 e MiG-31.

## Velivoli

### Attualmente in produzione
- MiG-29UB (dal 1984), MiG-29UBT
- MiG-31
- Yakovlev Yak-130 (sviluppo prototipi 1996, dal 2009)
- Myasishchev M-101T Gzhel/Sokol
- Volga-2  WIG (Ekranoplano)

### Prodotti in precedenza
- Polikarpov I-5 (1932-1934), I-16, (dal 1934, 22 varianti)
- Lavochkin LaGG-3, La-5, La-7, La-15 (1948-1949)
- Mikoyan-Gurevich MiG-15 (1949-1952)
- MiG-17 (1952-1954)
- MiG-19 (1955-1957)
- MiG-21 (1959-1985), MiG-21-93
- MiG-25 (1969-1985)
- MiG-31 (1979-1994), MiG-31BM